# Björn Hardley
Björn Bryan Hardley (* 19. Dezember 2002 in Tilburg) ist ein niederländischer Fußballspieler.

## Karriere
Hardley begann seine Karriere bei NAC Breda. Zur Saison 2019/20 wechselte er nach England in die Jugend von Manchester United. Im Februar 2021 spielte er erstmals für die Reserve von United. Im Dezember 2021 stand er gegen den BSC Young Boys erstmals im Profikader der Engländer, zu einem Einsatz sollte er aber nie kommen. Zur Saison 2023/24 kehrte der Verteidiger in die Niederlande zurück und wechselte zum FC Utrecht, wo er fortan für die Reserve spielte. In der Saison 2023/24 kam er zu 16 Einsätzen in der Eerste Divisie für Utrecht II.
Nach weiteren drei Einsätzen zu Beginn der Saison 2024/25 wechselte Hardley im September 2024 zum österreichischen Bundesligisten TSV Hartberg, bei dem er einen bis Juni 2026 laufenden Vertrag erhielt.